# Bielefelder Schule
Als Bielefelder Schule der deutschen Geschichtswissenschaft wird eine sozialwissenschaftlich geprägte Schulrichtung bezeichnet, die die Anfang der 1970er Jahre an die neu gegründete Universität Bielefeld berufenen Historiker Reinhart Koselleck, Hans-Ulrich Wehler und Jürgen Kocka (inzwischen Berlin) geprägt haben. Sie geht im Kern davon aus, dass historische Entwicklung nicht primär von Einzelpersonen und Ereignissen herrührt, sondern v. a. aus dem komplexen Zusammenspiel gesellschaftlich determinierender Faktoren, wie Mentalitäts- und Bedürfniswandel, Wissensdrang und technischem Fortschritt resultiert. Die Bielefelder Schule hat seitdem die deutsche Sozialgeschichte maßgeblich beeinflusst. Wehler definierte sein Arbeitsgebiet auch als Historische Sozialwissenschaft, für die er auf Theorien und Methoden der Soziologie, der Ökonomie (z. B. Konjunkturtheorien) und teilweise der Psychologie (insbes. Psychoanalyse) zurückgriff. Ebenfalls innerhalb der Bielefelder Schule entstand das Konzept der Gesellschaftsgeschichte. Sie strebt nach dem Vorbild der französischen Annales-Schule und von Eric J. Hobsbawm („history of society“) eine Geschichte ganzer Gesellschaften („histoire totale“) entlang der Leitachsen Wirtschaft, soziale Ungleichheit, Politik und Kultur an.

## Konzept
Koselleck war Mitglied des Arbeitskreises Poetik und Hermeneutik und trug in zahlreichen Studien über die Historik des semantisch-pragmatischen Bedeutungswandel von Begriffen in der Sozial- und Kulturgeschichte wesentlich zur historischen Selbstaufklärung der Gegenwart bei. Wehler und Kocka leiteten ihre Forschung insbesondere zur Sozialstruktur der deutschen Gesellschaft aus den Theorien von Sozialhistorikern des 19. Jahrhunderts und frühen 20. Jahrhunderts ab. Als Forum der Bielefelder Schule gilt die von Wehler und Kocka herausgegebene Zeitschrift Geschichte und Gesellschaft.
Als Gegenbewegung zum Historismus wandte sich die Bielefelder Schule gegen die Konzentration der Geschichtsbetrachtung auf politische Ereignisse und betonte stattdessen die Bedeutung sozialstruktureller Phänomene. Ihre Vertreter lehnten die tragende Rolle von Einzelpersonen weitgehend ab oder definierten sie als gesellschaftlich bedingt. Zu ihren Gegnern zählten sie insbesondere Klaus Hildebrand und Lothar Gall, dessen Bismarck-Biografie 1980 einen Kontrapunkt setzte.
Nach Georg Iggers wäre die Historische Sozialwissenschaft, welche fundamentale Ähnlichkeiten zum Marxismus aufweist, ohne diesen undenkbar, vor allem in drei Punkten. 
Beiden ist erstens die Auffassung gemein, dass es eine Forschungslogik gibt, die für alle Wissenschaften verbindlich ist und dass daher Gesellschafts- und Naturwissenschaft eine Einheit bilden. Der Historismus trennte hingegen die erklärenden, analytischen Methoden der Naturwissenschaften und ihre Erkenntnisziele, von den verstehenden, hermeneutischen der historischen Wissenschaft. Zweitens beruhen die marxistische Stufenlehre, die Webersche Rationalisierung- und die Wehlersche Modernisierungkonzeption auf dem Gedanken, dass Gesellschaft und Geschichte eine Gesellschaftsformation bilden, die eine innere Kohärenz besitzt und eine sich vorwärts bewegende Entwicklung aufweist. Und drittens lehnen beide die Vorstellung ab, dass es eine wertfreie, neutrale Wissenschaft gäbe.
Die Bezeichnung Bielefelder Schule wird oft – von konservativen Kritikern teilweise auch ironisch – als Synonym für den Ansatz Wehlers bzw. Kockas gebraucht; zur „zweiten Generation“ der von ihnen geprägten Schule werden die zeitweilig in Bielefeld lehrenden Heinz-Gerhard Haupt und Ute Frevert gerechnet. Die Brüder Wolfgang und Hans Mommsen, die in Düsseldorf bzw. Bochum lehrten, werden trotz einiger Überschneidungen in der Regel nicht zur Bielefelder Schule gezählt, da sie nicht in erster Linie sozial- oder mentalitätsgeschichtlich arbeiteten. Allerdings teilt Hans Mommsen mit der Bielefelder Schule ein „strukturalistisches“ bzw. „funktionalistisches“ Geschichtsverständnis, das er insbesondere auf die Interpretation des Nationalsozialismus übertrug und sich damit von einer stärker auf die Person Hitlers fixierten, „intentionalistischen“ Interpretation abgrenzte.
Mit Konzentration auf die Modernisierungstheorie als Schlüsselaspekt der Historischen Sozialwissenschaft zählt Christof Dipper als ihre „konzeptionell wichtigsten Vertreter/innen“ auf: Gisela Bock, Ute Frevert, Jürgen Kocka, Hans Mommsen, Wolfgang J. Mommsen, Gerhard A. Ritter, Reinhard Rürup, Wolfgang Schieder, Winfried Schulze, Klaus Tenfelde und Hans-Ulrich Wehler.

## Kritik
Zunehmende Kritik an der Bielefelder Schule übte seit den 1980er Jahren die „Neue Kulturgeschichte“ bis zur Forderung, die Leitkategorie „Gesellschaft“ durch „Kultur“ zu ersetzen. Diese Kontroverse hat die Bielefelder Schule dazu genutzt, sich neue Methoden (z. B. Diskursanalyse) und Themenfelder (Alltagsgeschichte, Geschlechtergeschichte) anzueignen. Die strukturgeschichtliche Betrachtungsweise und die Annahme eines Primats des Sozioökonomischen sind in diesem Zusammenhang stark relativiert worden, während Interdisziplinarität und die Nutzung theoretischer Modelle Kennzeichen der Bielefelder Schule geblieben sind.

## Andere Wissenschaften
Die Bielefelder Schule in der Geschichtswissenschaft ist keinesfalls zu verwechseln mit der Theorie des ab 1968 an der Universität Bielefeld lehrenden Soziologen Niklas Luhmann und seiner Schüler, die zuweilen ebenfalls als Bielefelder Schule oder Bielefelder Systemtheorie bezeichnet wird. Des Weiteren existiert in der Entwicklungstheorie eine Bielefelder Schule, die außer ihrer Beheimatung an der Universität Bielefeld wiederum nichts mit den oben genannten Schulen gemeinsam hat.